# Super Smash Bros. (серия игр)
Super Smash Bros. (яп. 大乱闘だいらんとうスマッシュブラザーズ Дайранто: Сумассю Бурадза:дзу) — игровая серия кроссоверов от издателя Nintendo. Создателем и по совместительству руководителем разработки каждой игры является Масахиро Сакураи. В отличие от традиционных файтингов, в которых игроки должны лишь истощить шкалу здоровья противника, эти игры ставят перед ними иную цель — ослабить оппонента и выбить его с арены.
Релиз одноимённой первой части Super Smash Bros. для консоли Nintendo 64 состоялся в 1999 году. Успех серии закрепила Super Smash Bros. Melee, которая вышла в 2001 году на GameCube и стала самой продаваемой игрой для этой приставки. В 2008 году эксклюзивно для Wii состоялся выход триквела под названием Super Smash Bros. Brawl. В то время как первые две игры разрабатывала исключительно HAL Laboratory, к разработке третьей присоединились и другие компании. Super Smash Bros. for Nintendo 3DS и Wii U, ставшая четвёртым проектом серии, поступила в продажу в 2014 году для Nintendo 3DS и Wii U соответственно. В 2018 году вышла, на сегодняшний день, последняя пятая часть — Super Smash Bros. Ultimate для Nintendo Switch.
В серии по большей части представлены персонажи из различных франшиз Nintendo, включая: Super Mario, Donkey Kong, The Legend of Zelda, Metroid, Yoshi, Kirby, Star Fox и «Покемон», но также в ней присутствуют герои и злодеи сторонних франшиз, таких как Sonic the Hedgehog, Street Fighter и Final Fantasy. В оригинальной игре 1999 года было 12 игровых персонажей, число которых возрастало с каждым последующим проектом; Ultimate примечательна возможностью поиграть за протагонистов всех предыдущих частей. Критики положительно оценили каждую игру серии, по которым, в свою очередь, было большое количество турниров среди пользователей.